# Villers-Sir-Simon

Villers-Sir-Simon este o comună în departamentul Pas-de-Calais, Franța. În 1 ianuarie 2022 avea o populație de 136 de locuitori.